# Philip Kerr
Philip Ballantyne Kerr, més conegut com a Philip Kerr (Edimburg, 22 de febrer de 1956 - Londres, 23 de març de 2018) fou un escriptor en llengua anglesa escocès. Estudià a la Universitat de Birmingham i s'especialitzà en lleis (màster l'any 1980). Fou redactor publicitari per a diverses companyies, entre elles Saatchi & Saatchi, abans de dedicar-se definitivament a l'escriptura el 1989. La seva primera novel·la, Violetes de març (March violets), inicià la sèrie de thrillers històrics ambientats en l'Alemanya nazi. També va col·laborar en diversos diaris i va escriure diverses novel·les juvenils.
Entre d'altres, va rebre el Premi Internacional de Novel·la Negra RBA, el de més dotació de la seva especialitat (125.000 euros), per la novel·la Si els morts no ressusciten, la història de la qual transcorre en un Berlín en ple apogeu del nazisme, poc abans de les Olimpíades i la Segona Guerra Mundial, i és protagonitzada pel detectiu Bernhard (Bernie) Gunther.
Del total de les seves obres, només tres han estat traduïdes al català, per l'editorial La Magrana en la col·lecció La Negra: Praga mortal, Gris de campanya i Si els morts no ressusciten.
També va escriure tres novel·les ambientades en el món del futbol. El seu protagonista Scott Manson, és el segon entrenador del London City- Equip fictici de la Lliga Anglesa- i ha de resoldre els problemes que es presenten en el seu club, tant esportius com extra esportius. S'hi reflecteixen amb detall els entramats de la vida diària en un club de futbol. Els diners que mou, la lluita d'egos entre jugadors, el racisme d'alguns aficionats i l'homofòbia que regna en aquell ambient són els eixos de les novel·les que va escriure en aquesta sèrie.

## Vida personal
Visqué en Londres amb la seva muller, l'escriptora britànica Jane Thynne (1961), i llurs tres fills, William, Charlie i Naomi. Morí el 23 de març de 2018 a causa d'un càncer.

## Obra

### Novel·les

#### Bernie Gunther
- Berlin Noir, Bernie Gunther, trilogia publicada el 1993 per Penguin Books en un sol volum. ISBN 978-0-14-023170-0. Inclou les tres obres següents.
- Violetes de març. Londres: Viking, 1989. ISBN 0-670-82431-3, ambientat el 1936.
- El crim penal. Londres: Viking, 1990. ISBN 0-670-82433-X, ambientat el 1938.
- Un Requiem alemany. Londres: Viking, 1991. ISBN 0-670-83516-1, ambientat el 1947-48.
- Més tard, la resta de novel·les de Bernie Gunther:
- The One From the Other. Nova York: Putnam, 2006. ISBN 978-0-399-15299-3, ambientat el 1949.
- Una flama silenciosa. Londres: Quercus, 2008. ISBN 978-1-84724-356-0, ambientat el 1950.
- Si The Dead Rise Not. Londres: Quercus, 2009. ISBN 978-1-84724-942-5, ambientat el 1934 i el 1954.
- Camp gris. [12] Londres: Quercus, 2010. ISBN 978-1-84916-412-2, ambientat el 1954 amb flashbacks de més de 20 anys.
- Praga Fatale [13]. Londres: Quercus, 2011 ISBN 978-1-84916-415-3, ambientat el 1941.
- Un home sense alè. Londres: Quercus, 2013. ISBN 978-1-78087-624-5, ambientat el 1943.
- La senyora de Zagreb. Londres: Quercus, 2015. ISBN 978-1-78206-582-1, ambientat el 1942-3, amb escenes d'enquadrament el 1956.
- L'altre costat del silenci. Londres: Quercus, 2016. ISBN 978-1-78429-514-1, ambientat el 1956.
- Blau prussià. Londres: Quercus, 2017. ISBN 978-1-78429-648-3, establert el 1939, amb escenes d'enquadrament el 1956.
- Grecs que sostenen regals. Londres: Quercus, 2018. ISBN 978-1-78429-652-0, ambientat el 1957.
- Metròpolis. Londres: Quercus, 2019.

Novel·les de Scott Manson:
- Finestra de gener. Londres: Cap de Zeus, 23 d'octubre de 2014. ISBN 1784082538 ISBN 978-1784082536, ASIN: B00KX96D3G.
- Mà de Déu. Londres: Cap de Zeus, 4 de juny de 2015. ASIN: B00PULYUSW [14].
- False nou. Londres: Cap de Zeus, 5 de novembre de 2015. ASIN: B00UVK10AS [14].

#### Novel·les autònomes
- Una investigació filosòfica. Londres: Chatto & Windus, 1992. ISBN 0-7011-4553-6.
- Carn morta. [15] Londres: Chatto & Windus, 1993. ISBN 0-7011-4703-2.
- Gridiron (vt US The Grid). Londres: Chatto & Windus, 1995. ISBN 0-7011-6248-1.
- Esau. Londres: Chatto & Windus, 1996. ISBN 0-7011-6281-3.
- Un pla de cinc anys. Londres: Hutchinson, 1997. ISBN 0-09-180165-6.
- El segon àngel. Londres: Orion, 1998. ISBN 0-7528-1443-5.
- The Shot. Londres: Orion, 1999. ISBN 0-7528-1444-3.
- Matèria fosca: la vida privada de sir Isaac Newton. Nova York: Corona, 2002. ISBN 0-609-60981-5.
- La pau de Hitler. Nova York: Marian Wood, 2005. ISBN 0-399-15269-5.
- Pregària Londres: Quercus, 2013. ISBN 978-1782-06573-9.
- Els cavalls d'hivern. Nova York: Knopf, 2014. ISBN 978-0-385-75543-6.
- Recerca. Londres: Quercus, 2014. ISBN 978-1782-06577-7.
- No-ficció

- El llibre del pingüí de les mentides. 1991; 1996.
- El llibre del pingüí de baralles, baralles i odis sincers: una antologia d'antipatia. 1992; 1993.
- Ficció infantil (com P. B. Kerr):
- Fills de la Llum.
- L'aventura Akhenaten. Londres: Scholastic Press, 2004. ISBN 0-439-96365-6.
- El Djinn blau de Babilònia. Londres: Scholastic Press, 2005. ISBN 0-439-95950-0.
- El rei Cobra de Katmandú. Londres: Scholastic Press, 2006. ISBN 0-439-95958-6.
- El dia dels guerrers Djinn. Londres: Scholastic Press, 2007. ISBN 978-1-4071-0365-5.
- L'ull del bosc. Londres: Scholastic Press, 2009. ISBN 978-0-439-93215-8.
- Els cinc fakirs de Faizabad. Londres: Scholastic Press, 2010.
- Els greus robbers de Genghis Khan. Londres: Scholastic Press, 2011.

### Ficció independent
- Un petit pas. Londres: Simon & Schuster, 2008 (paper). ISBN 978-1-84738-300-6.
- La història més esgarrita mai va dir. Nova York: Alfred A. Knopf, 2016. ISBN 978-0-553-52209-9.
- Frederic, el Gran Detectiu. No Rush Limited, 2017. ISBN 978-3-499-21791-3.